# 全国人民代表大会民族委员会
全国人民代表大会民族委员会（简称全国人大民族委员会，俗称全国人大民委），是中华人民共和国最高国家权力机关全国人民代表大会设立的专门委员会之一。

## 沿革
1954年9月28日，根据第一届全国人民代表大会第一次会议主席团的提名，第一届全国人民代表大会第一次会议通过了第一届全国人民代表大会民族委员会的主任委员和委员的人选。
受“文化大革命”影响，第四届全国人民代表大会第一次会议到第五届全国人民代表大会第一次会议没有设立民族委员会。为不使全国人民代表大会的民族工作中断，1975年6月1日，第四届全国人民代表大会常务委员会设立了民族政策研究组，由全国人民代表大会常务委员会副委员长乌兰夫（蒙古族）兼任组长。
1979年7月1日，第五届全国人民代表大会第二次会议决定重设全国人民代表大会民族委员会。此后，历届全国人民代表大会都设立了民族委员会。
2016年12月12日第十二届全国人民代表大会常务委员会第八十四次委员长会议原则通过，2017年4月11日第十二届全国人民代表大会常务委员会第九十三次委员长会议修改的《全国人大常委会2017年工作要点》中称，已设立全国人大各专门委员会分党组，以便“加强专门委员会党的工作和党的建设”。

## 组织结构
《中华人民共和国全国人民代表大会组织法》第三十五条规定，“各专门委员会由主任委员、副主任委员若干人和委员若干人组成。”“各专门委员会的主任委员、副主任委员和委员的人选，由主席团在代表中提名，大会通过。在大会闭会期间，全国人民代表大会常务委员会可以补充任命专门委员会的个别副主任委员和部分委员，由委员长会议提名，常务委员会会议通过。”

## 职责
全国人大民族委员会受全国人民代表大会领导；在全国人民代表大会闭会期间，受全国人民代表大会常务委员会领导。全国人大民族委员会的主要任务是协助全国人大及其常委会开展民族事务方面的立法、监督和调查研究等工作。主要工作职责如下：
1. 审议全国人民代表大会主席团或者全国人民代表大会常务委员会交付的议案；
2. 向全国人民代表大会主席团或者全国人民代表大会常务委员会提出属于全国人民代表大会或者全国人民代表大会常务委员会职权范围内同本委员会有关的议案，组织起草法律草案和其他议案草案；
3. 承担全国人民代表大会常务委员会听取和审议专项工作报告有关具体工作；
4. 承担全国人民代表大会常务委员会执法检查的具体组织实施工作；
5. 承担全国人民代表大会常务委员会专题询问有关具体工作；
6. 承担全国人民代表大会常务委员会专题调研的具体组织实施工作；
7. 按照全国人民代表大会常务委员会工作安排，听取国务院有关部门和国家监察委员会、最高人民法院、最高人民检察院的专题汇报，提出建议；
8. 对属于全国人民代表大会或者全国人民代表大会常务委员会职权范围内同本委员会有关的问题，进行调查研究，提出建议；
9. 对加强民族团结问题进行调查研究，提出建议；
10. 审议全国人民代表大会常务委员会交付的被认为同宪法、法律相抵触的法规、司法解释等规范性文件，提出意见；
11. 审议自治区报请全国人民代表大会常务委员会批准的自治区的自治条例和单行条例，向全国人民代表大会常务委员会提出报告；
12. 审议全国人民代表大会主席团或者全国人民代表大会常务委员会交付的质询案，听取受质询机关对质询案的答复，必要的时候向全国人民代表大会主席团或者全国人民代表大会常务委员会提出报告；
13. 研究办理代表建议、批评和意见，负责有关建议、批评和意见的督促办理工作；
14. 按照全国人民代表大会常务委员会的安排开展对外交往；
15. 承担全国人民代表大会及其常务委员会交办的其他工作。

## 办事机构
- 办公室[5]
  - 主任：魏永乐
- 法案室[6]
  - 主任：彭建华
- 调研室[7]
  - 主任：李养第

## 历届组成人员
- 第一届全国人民代表大会民族委员会（主任委员：刘格平，回族）
- 第二届全国人民代表大会民族委员会（主任委员：刘格平，回族）
- 第三届全国人民代表大会民族委员会（主任委员：谢扶民，壮族）
- 第五届全国人民代表大会民族委员会（主任委员：阿沛·阿旺晋美，藏族）
- 第六届全国人民代表大会民族委员会（主任委员：阿沛·阿旺晋美，藏族）
- 第七届全国人民代表大会民族委员会（主任委员：阿沛·阿旺晋美，藏族）
- 第八届全国人民代表大会民族委员会（主任委员：王朝文，苗族）
- 第九届全国人民代表大会民族委员会（主任委员：王朝文，苗族）
- 第十届全国人民代表大会民族委员会（主任委员：多吉才让，藏族）
- 第十一届全国人民代表大会民族委员会（主任委员：马启智，回族）
- 第十二届全国人民代表大会民族委员会（主任委员：李景田，满族）
- 第十三届全国人民代表大会民族委员会（主任委员：白春礼，满族）[1]
- 第十四届全国人民代表大会民族委员会（主任委员：巴音朝鲁，蒙古族）